# Um Amor de Perdição
Um Amor de Perdição (Portugiesisch für „Eine verhängnisvolle Liebe“) ist ein Filmdrama des portugiesischen Regisseurs Mário Barroso aus dem Jahr 2009. Der Film ist eine moderne Adaption des Romans Amor de Perdição (deutscher Titel: „Das Verhängnis der Liebe“) des romantischen portugiesischen Schriftstellers Camilo Castelo Branco aus dem Jahr 1862.

## Inhalt
Der unangepasste und stolze, aufbrausende und narzisstische Simão wächst in der großbürgerlichen Familie Botelho in einem wohlhabenden Stadtteil Lissabons auf. Sein stiller, der Mutter eng verbundener Bruder Manuel verachtet den gewalttätigen Bruder, der stets straffrei ausgeht, beschützt durch die reiche Mutter und den einflussreichen Vater Domingos. Dieser steht dem Sohn eher gleichgültig gegenüber und denkt in erster Linie an seine Karriere. Mit seiner jungen Schwester Rita verbindet Simão dagegen eine innige gegenseitige Freundschaft, und auch mit dem jungen Hausangestellten Zé Xavier aus einer mittellosen kapverdischen Familie ist er vertraulich verbunden.
Simão terrorisiert Lehrer und Mitschüler seines Internats, bis er an der Schule seiner Schwester die geistig angeschlagene Teresa Albuquerque sieht, Tochter eines einflussreichen Gegenspielers seines Vaters. Die beiden verlieben sich, gegen den Willen ihrer Väter. Als Teresa von ihrem Vater in eine Psychiatrische Klinik eingewiesen wird und sich Simão mit seinem Vater entzweit, flieht Simão aus Internat und Elternhaus und versteckt sich in der Autowerkstatt des einfachen João da Cruz, einem traumatisierten, erzkonservativen Veteran des Portugiesischen Kolonialkriegs in Angola. Da Cruz steht seit einem Vorfall in Angola tief in der Schuld Botelhos und sieht sich nun als bedingungslosen Beschützer seines Sohns Simãos. Seine Tochter Mariana verliebt sich in Simão, den sie nach einem lebensgefährlichen Zwischenfall gesundpflegt und der ihr leichtfertig ein ausgelesenes Exemplar von Camilo Castelo Brancos Amor de Perdição überlässt. Bestärkt durch den Roman, steigert sich Mariana in ihre aussichtslose Liebe zu Simão hinein und ermöglicht ihm als Mittelsfrau sogar, über eine gemeinsame Freundin Kontakt zur eingewiesenen Teresa zu halten.
Während sich Rita und Zé Xavier immer weiter annähern, entfernt sich Simão immer weiter von seiner Familie und der Umwelt. Als er von dem sich verschlimmernden Zustand Teresas und ihrer anstehenden dauerhaften Überstellung in eine Nervenheilanstalt erfährt, versucht er sie davor zu befreien. Er tötet bei seinem erfolglosen Versuch den väterlichen Vertrauten und ausgemachten Bräutigam Teresas. Simão wird inhaftiert und verweigert erst jede juristische Hilfe und danach auch die Nahrungsaufnahme. Marianas übersteigerte, aber zurückhaltende Liebe zu ihm ist ungebrochen und sie besucht ihn regelmäßig im Gefängnis.
Wenig später fällt Teresa in ein Koma und stirbt schließlich. Simão gibt sich dafür die Schuld und nimmt sich im Gefängniskrankenhaus das Leben. Vater da Cruz wird plötzlich vom Sohn eines ehemaligen Kriegskameraden erschossen, und die erschütterte Mariana wird kurz danach ebenfalls tot in ihrem Bett aufgefunden, nackt und mit zufriedenem Gesichtsausdruck, mit dem Notizheft der Nachrichten zwischen Simão und Teresa in der Hand. Neben ihr liegt das zerlesene Buch Amor de Perdição.
Die inzwischen älter gewordenen Rita erzählt diese vor wenigen Jahren geschehene Geschichte als begleitende Stimme aus dem Off.

## Rezeption
Der Film hatte am 13. August 2008 beim Locarno Film Festival Premiere und lief danach auf einer Reihe weiterer Filmfestivals, darunter das Internationale Festival des Independent-Films in Buenos Aires, das São Paulo International Film Festival und das Festival Internacional de Cine de Las Palmas auf den Kanarischen Inseln. Er war für Filmpreise nominiert und gewann davon einige, darunter zwei Preise bei den portugiesischen Globos de Ouro 2010. Am 23. April 2009 kam er in die portugiesischen Kinos.
Die Kritik nahm den Film ganz überwiegend positiv auf. Gelobt wurden insbesondere die Schauspielleistungen bis in die Nebenrollen hinein, und die Kamera mit dem gelungenen Licht. Der Film wurde als ein Beleg für einen eher anspruchsvollen Film gesehen, der dabei auch das große Publikum erreicht, und dabei weder elitär noch populistisch ist, und zudem das überzeugende Beispiel einer zeitgemäßen Adaption eines klassischen literarischen Stoffes darstellt.

„"Um Amor de Perdição" ist ein fast perfekter Film, von der Ausstattung bis zum Licht, von der Brillanz der Musik bis zur Auswahl der Schauspieler. (Original: "Um Amor de Perdição" é um filme quase perfeito: desde a escolha dos décors ao tratamento da luz, do brilhantismo da música à escolha dos actores.)“

Um Amor de Perdição war der portugiesische Kandidat für den besten fremdsprachigen Film zur Oscarverleihung 2010, gelangte bei der folgenden 82. Oscarverleihung jedoch nicht zur Nominierung.
2009 erschien der Film in Portugal als DVD bei Clap Filmes.